# 布赖恩·霍华德 (篮球运动员)
布莱恩·尤金·霍华德（英語：Brian Eugene Howard，1967年10月19日—），美国NBA联盟前职业篮球运动员。